# Le tigri di Mompracem (film)
Le tigri di Mompracem è un film del 1970, diretto da Mario Sequi.

## Trama
Nella colonia britannica del Borneo il perfido capitano Rosenthal fa condannare il principe Sandokan ai lavori forzati.